# DUGOUT ACCIDENT
『DUGOUT ACCIDENT』（ダグアウト・アクシデント）は、日本のバンドUNISON SQUARE GARDENの10周年記念ベストアルバム。2015年7月22日発売。

## 概要
前作『Catcher In The Spy』より11ヶ月ぶりのアルバム。結成10周年を記念して製作された。シングル表題曲を含まない意欲作であり、再ミックスまたは再レコーディングした曲や今まで音源化されていなかった楽曲などを含む全16曲を収録。田淵曰く、シングルで発売したかった曲を集めたアルバムともなっている。
通常盤Aには、2014年12月12日に新木場STUDIO COASTで開催された「UNISON SQUARE GARDEN TOUR 2014 “Catcher In The Spy”」追加公演の模様及び「シュガーソングとビターステップ」のミュージックビデオを収録したDVDを封入。
完全生産限定盤には通常盤Aに封入されているDVDに加え、2014年12月18日に下北沢CLUB Queで開催された抽選制プレミアライブ「UNISON SQUARE GARDEN “Que 20th Anniversary 2days series OPERATION HATACHI Premium LIVE in TOKYO”」の模様、及びソフト化されていなかったミュージックビデオ4作品を収録したDVDと、書き下ろしインタビューと収録曲のメンバー解説、フォトショットを収録したブックレットを封入。
それぞれの初回プレス分には、UNISON SQUARE GARDEN TOUR 2015「プログラムcontinued」のチケット先行予約応募フライヤーと、シングル『シュガーソングとビターステップ』初回限定盤 / 通常盤初回プレス分 & 記念アルバム『DUGOUT ACCIDENT』連動特典応募ハガキを封入。

長らくストリーミング配信されていなかったが、2022年4月13日にシングル『kaleido proud fiesta』リリースに合わせて配信が開始された。

## 楽曲について
※各楽曲の初出はリンク先を参照。
アンドロメダ
インディーズ時代からの楽曲で、本作が初音源化。フルオーケストラで構成されている。『Populus Populus』の1曲目に収録される計画があった。
フルカラープログラム (D.A style)
『流星前夜』収録のバージョンと比べ、イントロなどのギターの音が更に追加され、最後のサビの譜割りが異なっている。
徹頭徹尾夜な夜なドライブ
本作のリードトラック。
2013年に行われた「fun time HOLIDAY 5」にて新曲として発表され、その後ライブだけで披露されていた楽曲。新曲と発表された当時は既にレコーディングしており、シングルカットするタイミングを探していたが10周年記念アルバムを発売できることが決まり、歌声だけ撮り直し初収録された。本作収録前にアルバム『Catcher In The Spy』及びシングル「シュガーソングとビターステップ」の初回限定盤付属CDにライブ音源のイントロとアウトロが数秒ずつ収録されていた。
2015年7月23日にYouTubeでMVが公開された。2016年6月30日～7月12日までの期間限定で「6thアルバム (『Dr.Izzy』)公開記念」としてフルバージョンも公開された。
夕凪、アンサンブル
インディーズ時代からの楽曲であり、コンピレーションアルバム「DiGGiN' UP BLUE」に収録されていた。本アルバムでは新録音源での収録。
シャンデリア・ワルツ
曲自体は『CIDER ROAD』収録のものと同じだが、次曲「場違いハミングバード」へ繋がるカウントが追加収録されている。
箱庭ロック・ショー (D.A style)
『新世界ノート』、『UNISON SQUARE GARDEN』に続き3回目の収録。原曲と比べ少しBPMが上がっており、ラストのサビ後半でコーラスが入らなくなっている。
プログラムcontinued
イントロに「フルカラープログラム」のアウトロが収録されている。斎藤曰く「フルカラープログラムと対になって」おり、また続編に当たる曲。
田淵も「『continued』というのは過去形ではなく受身形のつもりで使っている」とコメントしている。

## 収録曲について
| 全作詞・作曲: 田淵智也、全編曲: UNISON SQUARE GARDEN - 「D.A style」は再レコーディングしたもの、「D.A mix」は既存曲をリミックスしたものとして区別されている。 |                                                                 |          |            |      |
| # | タイトル                                                        | 作詞     | 作曲・編曲 | 時間 |
| 1. | 「アンドロメダ」                                                | 田淵智也 | 田淵智也   | 2:53 |
| 2. | 「フルカラープログラム (D.A style)」                            | 田淵智也 | 田淵智也   | 4:19 |
| 3. | 「徹頭徹尾夜な夜なドライブ」                                    | 田淵智也 | 田淵智也   | 4:37 |
| 4. | 「ガリレオのショーケース (D.A style)」                          | 田淵智也 | 田淵智也   | 4:16 |
| 5. | 「23:25 (D.A mix)」                                             | 田淵智也 | 田淵智也   | 5:25 |
| 6. | 「夕凪、アンサンブル」                                          | 田淵智也 | 田淵智也   | 6:06 |
| 7. | 「kid, I like quartet (D.A mix)」                               | 田淵智也 | 田淵智也   | 4:36 |
| 8. | 「誰かが忘れているかもしれない僕らに大事な001のこと (D.A mix)」 | 田淵智也 | 田淵智也   | 4:43 |
| 9. | 「天国と地獄」                                                  | 田淵智也 | 田淵智也   | 3:45 |
| 10. | 「未完成デイジー (D.A mix)」                                    | 田淵智也 | 田淵智也   | 5:20 |
| 11. | 「シャンデリア・ワルツ」                                        | 田淵智也 | 田淵智也   | 5:05 |
| 12. | 「場違いハミングバード (D.A mix)」                              | 田淵智也 | 田淵智也   | 4:50 |
| 13. | 「箱庭ロック・ショー (D.A style)」                              | 田淵智也 | 田淵智也   | 4:38 |
| 14. | 「クローバー (D.A mix)」                                        | 田淵智也 | 田淵智也   | 4:49 |
| 15. | 「プログラムcontinued」                                         | 田淵智也 | 田淵智也   | 4:59 |
| 16. | 「さわれない歌」                                                | 田淵智也 | 田淵智也   | 5:11 |
| 合計時間: | 合計時間:                                                       | 75:38    |            |      |

### DVD (通常盤A、完全生産限定盤)
- 3曲目「オリオンをなぞる」と16曲目「天国と地獄」はYouTubeで無料公開されている。

UNISON SQUARE GARDEN TOUR 2014 “Catcher In The Spy” at 新木場STUDIO COAST 2014.12.12
| #   | タイトル                                 | 作詞 | 作曲・編曲 |
| --- | ---------------------------------------- | ---- | ---------- |
| 1.  | 「黄昏インザスパイ」                     |      |            |
| 2.  | 「サイレンインザスパイ」                 |      |            |
| 3.  | 「オリオンをなぞる」                     |      |            |
| 4.  | 「流れ星を撃ち落せ」                     |      |            |
| 5.  | 「箱庭ロック・ショー」                   |      |            |
| 6.  | 「to the CIDER ROAD」                    |      |            |
| 7.  | 「君が大人になってしまう前に」           |      |            |
| 8.  | 「メカトル時空探検隊」                   |      |            |
| 9.  | 「何かが変わりそう」                     |      |            |
| 10. | 「シャンデリア・ワルツ」                 |      |            |
| 11. | 「蒙昧termination」                      |      |            |
| 12. | 「WINDOW開ける」                         |      |            |
| 13. | 「シューゲイザースピーカー」             |      |            |
| 14. | 「harmonized finale」                    |      |            |
| 15. | 「ドラムソロ～セッション」               |      |            |
| 16. | 「天国と地獄」                           |      |            |
| 17. | 「カラクリカルカレ」                     |      |            |
| 18. | 「桜のあと (all quartets lead to the?)」 |      |            |
| 19. | 「crazy birthday」                       |      |            |
| 20. | 「場違いハミングバード」                 |      |            |
| 21. | 「instant EGOIST」                       |      |            |
| 22. | 「徹頭徹尾夜な夜なドライブ」             |      |            |
| 23. | 「23:25」                                |      |            |

MUSIC VIDEO
| #   | タイトル                           | 作詞 | 作曲・編曲 |
| --- | ---------------------------------- | ---- | ---------- |
| 24. | 「シュガーソングとビターステップ」 |      |            |

### DVD (完全生産限定盤)
UNISON SQUARE GARDEN “Que 20th Anniversary 2days series [OPERATION HATACHI] Premium LIVE in TOKYO” at 下北沢CLUB Que 2014.12.18
| #   | タイトル                             | 作詞 | 作曲・編曲 |
| --- | ------------------------------------ | ---- | ---------- |
| 1.  | 「アンドロメダ」                     |      |            |
| 2.  | 「アナザーワールド」                 |      |            |
| 3.  | 「フルカラープログラム」             |      |            |
| 4.  | 「CAPACITY超える」                   |      |            |
| 5.  | 「キライ＝キライ」                   |      |            |
| 6.  | 「サンポサキマイライフ」             |      |            |
| 7.  | 「instant EGOIST」                   |      |            |
| 8.  | 「夕凪、アンサンブル」               |      |            |
| 9.  | 「ライトフライト」                   |      |            |
| 10. | 「クローバー」                       |      |            |
| 11. | 「スノウリバース」                   |      |            |
| 12. | 「over driver」                      |      |            |
| 13. | 「マスターボリューム」               |      |            |
| 14. | 「チャイルドフッド・スーパーノヴァ」 |      |            |
| 15. | 「kid, I like quartet」              |      |            |
| 16. | 「さよなら第九惑星」                 |      |            |
| 17. | 「シャンデリア・ワルツ」             |      |            |

MUSIC VIDEO
| #  | タイトル                       | 作詞 | 作曲・編曲 |
| -- | ------------------------------ | ---- | ---------- |
| 1. | 「オリオンをなぞる」           |      |            |
| 2. | 「流星のスコール」             |      |            |
| 3. | 「さよならサマータイムマシン」 |      |            |
| 4. | 「天国と地獄」                 |      |            |